# Карл Дженкінс
Карл Вільям Памп Дженкінс (англ. Karl William Pamp Jenkins; нар. 17 лютого 1944, Свонсі, Уельс) — валійський музикант і композитор, командор Найвизначнішого ордена Британської імперії.

## Ранні роки та освіта
Дженкінс народився і виріс у селі Пенклауд на півострові Гауер в графстві Свонсі на півдні Уельсу. Його батько, місцевий вчитель, органіст і хормейстер, дав йому початкову музичну освіту. Дженкінс навчався в Гауертонській школі.
Дженкінс почав свою музичну кар'єру як гобоїст у Національному молодіжному оркестрі Уельсу. Далі навчався музики в Кардіффському університеті, а потім вступив до аспірантури Королівської академії музики в Лондоні, де познайомився зі своєю дружиною Керол Баррат. Дженкінс вчився разом з Аланом Ходдіноттом.

## Кар'єра
На початку своєї кар'єри Дженкінс був відомий як джазовий і джаз-роковий музикант, який грає на саксофоні (баритон і сопрано), клавішних і гобої — незвичному інструменті в джазовому контексті. Він приєднався до групи джазового композитора Грема Кольєра, а пізніше став одним із засновників джаз-рокової групи Nucleus, яка виграла перший приз на джазовому фестивалі в Монтре в 1970 році. У 1972 році він приєднався до кентерберійської групи Soft Machine, що грала прогресивний рок, і проводив її останні виступи в 1984 році. Альбом Six, на записі якого Дженкінс вперше зіграв з Soft Machine, здобув нагороду «Британський джазовий альбом року» від журналу Melody Maker в 1973 році. У листопаді 1973 року Дженкінс і Майк Ратлідж взяли участь у живому виконанні Майком Олдфілдом його альбому Tubular Bells в студії Бі-бі-сі. Після того, як Майк Ратлідж покинув Soft Machine в 1976 році, в групі не залишилося ні одного з її засновників, і головними учасникам стали Дженкінс і барабанщик Джон Маршалл. Всупереч позитивним відгуками Melody Maker про Soft Machine в 1973 і 1974 роках, Х'ю Хоппер, пов'язаний з групою після заміни басиста Кевіна Ейерса в 1968 році, назвав низькорівневу музичну участь Дженкінса причиною свого рішення покинути групу, а сама група кінця 1970-х років описувалася членом групи Джоном Етеріджом як витрачаюча свій потенціал.
Дженкінс створив багато музики для реклами, двічі здобувши приз у цій галузі. Можливо, найбільш відомою його роботою є класична тема, що використовувалась в телерекламі компанії з продажу алмазів De Beers. Дженкінс пізніше включив її як головний трек до альбому Diamond Music, і в підсумку створив Palladio, використавши його як тему першої частини.
Його прорив в ролі композитора відбувся після кросоверного проекту Adiemus. Дженкінс виконував цей проект в Японії, Німеччині, Іспанії, Фінляндії, Нідерландах та Бельгії, а також в лондонському Альберт-холі та на електростанції Баттерсі. Альбом 1995 року «The Adiemus: Songs of Sanctuary» очолив чарти класичних альбомів. Він породив ряд нових, що обертаються навколо центральної теми.
Дженкінс став першим міжнародним композитором і диригентом, який диригував Кінгсвейським хором в Університеті Йоханнесбурга, під час свого візиту до Південної Африки, коли хор виконував його месу «The Armed Man: A mass for peace» разом з оркестром.

## Нагороди та досягнення
Дженкінс здобув докторський ступінь з музики Уельського університету. Він був названий почесним членом Королівської академії музики, Університету Кардіффа, Королівського валлійського коледжу музики і драми, Триніті-коледжу Кармартена і Університету Суонсі, і був представлений радіостанцією Classic FM до нагороди Red f за видатні заслуги в класичній музиці.
У 2008 році Дженкінс був внесений до списку під номером 1 в «Топ-10 нині живих композиторів» радіостанцією Classic FM з месою «The Armed Man».
Він був удостоєний звання почесного доктора музики Університету Лестера, медалі канцлера університету Гламорган, звань почесного професора Університету Західного Лондона і Лондонського музичного коледжу.
У 2005 році Дженкінс став офіцером Найвизначнішого ордена Британської імперії, а в 2010 році — командором цього ордена.

## Альбоми
- Adiemus: Songs of Sanctuary
- Adiemus II: Cantata Mundi
- Adiemus III: Dances of Time (спільно з Ніна Тапіо )
- Adiemus IV: The Eternal Knot
- Adiemus V: Vocalise (спільно з Ніна Тапіо )